# Федяево (Татарстан)
 Федяево  — село в Верхнеуслонском районе Татарстана. Входит в состав Кильдеевского сельского поселения.

## География
Находится в географической области Предволжье, в западной части Татарстана на расстоянии 2 км от села Кильдеево и приблизительно 30 км на юго-запад от районного центра - села Верхний Услон у речки Чангара. Село находится в лесостепной зоне, климат умеренно континентальный, рельеф местности холмистый, изрезанный оврагами, где протекают ручьи, питаемые родниками.

## История
До взятия Казани, на административной территории Казанского ханства Крымская (Буртасская) даруга , где впоследствии расположится Федяево, проживали чуваши, татары и мордва, а также пленные, захваченные в результате войн. После взятия Казани в 1552 году, село стало известно с 1565-67 годов, упоминалось также как Федяево-Ключ. Первоначально принадлежало Свияжскому Троицко - Сергиевскому монастырю. В 1764 году указом императрицы Екатерины II земли церквей и монастырей были переданы в государственное управление. На территории Верхнеуслонского района владения Троицко - Сергиевского монастыря: крестьяне села Кильдеево и села Федяево стали экономическими и получили личную свободу, а затем стали государственными крестьянами. Государственные крестьяне, в отличие от владельческих, рассматривались как лица, обладающие юридическими правами - они могли выступать в суде, заключать сделки, владеть собственностью.
По состоянию на начало XX века в Федяево находились однокомплектная земская школа, две мелочные торговые лавки. Школа была закрыта в 1971 году в связи с переводом учащихся в школу села Кильдеево.

## Экономика
Село Федяево развивалось за счет сельского хозяйства, животноводства, садоводства, огородничества, промыслов и пчеловодства. В начале XX века в окрестностях сел Федяево и Кильдеево располагалось 8 мельниц. В период коллективизации в селе организовали колхоз "Заветы Ильича". В 1956 году при слиянии с колхозом "Заречный", расположенного в Кильдееве, головная контора колхоза "Заветы Ильича" разместилась в Кильдееве, оставив в Федяево отделение, которое занималось свиноводством и разведением крупного рогатого скота, молочным производством. В 1970 году колхоз был переименован в совхоз "Память Тимирязева",  который проработал до середины 90-х годов двадцатого века.

## Население
Постоянных жителей было в 1646 — 90 душ, в 1782—156 душ мужского пола, в 1859—382, в 1897—556, в 1908—668, в 1920—717, в 1926—643, в 1938—486, в 1949—226, в 1958—177, в 1970—123, в 1979 — 78, в 1989 — 38. Постоянное население составляло 27 человек (русские 100 %) в 2002 году, 17 в 2010.

## Духовность
Население села Федяево до 30 годов XX века входило в православный приход Троицкой церкви (построена в XVIII веке, разрушена в XX веке), расположенной в соседнем Кильдеево. В селе также жили несколько семей старообрядцев. ,